# Sassuolo

Sassuolo (Sasól en dialecte modenese) est une ville italienne de la province de Modène, dans la région Émilie-Romagne.

## Géographie
La commune est située à 121 mètres d’altitude (73 à 433 m) et à 16 km au sud-ouest de Modène, au croisement des routes SS467 Reggio d'Emilie (21 km) à Maranello (7 km) et la route SS486 de Modène (16 km) en direction des Apennins le long de la vallée de la Secchia.

La  commune est reliée directement à la ville de Bologne par la ligne de chemin de fer.
Grandes villes voisines :
- Bologne 45 km ;
- Milan 162 km ;
- Florence 94 km ;
- Padoue 129 km ;
- Turin 252 km.

Zone sismique classe 2 (sismicité moyenne) d’après la classification sismique en Italie.

### Climat
Sassuolo connaît un climat subtropical humide (Cfa selon la classification de Köppen).

## Histoire
Les premières installations sur le territoire remontent au néolithique sous le nom latin de Saxolum composé de saxum (sasso = caillou) et solum (terrain) en référence à l’état caillouteux du territoire.

La fondation de la cité est due aux Romains et fut un lieu occupé par la cité de Sechiena détruite par Hannibal. Touchée par un tremblement de terre en 90 av.J.-C. et par une désastreuse inondation de la Secchia au VIIe siècle, la cité fit partie du comté de Parme du Xe au XIe siècle, avant de passer à la Maison Canossa.

Passée commune libre, Sassuolo fut gouvernée par la famille Della Rosa qui transformèrent la cité en forteresse, prise pendant deux siècles dans les luttes entre Guelfes et Gibelins et entre les nobles de Modène et ceux d’Este.

À partir du milieu du XIVe siècle, la cité passa sous la Maison d'Este et grâce à un climat de paix, connut un grand essor économique, même après la gouvernance par les Pio de Savoie seigneurs de Carpi.

À la fin du XVIe siècle, Sassuolo fait retour aux ducs d’Este jusqu’à l’Unité italienne, avec quelques interruptions dues aux affrontements franco-autrichiens.

## Monuments et lieux d’intérêt

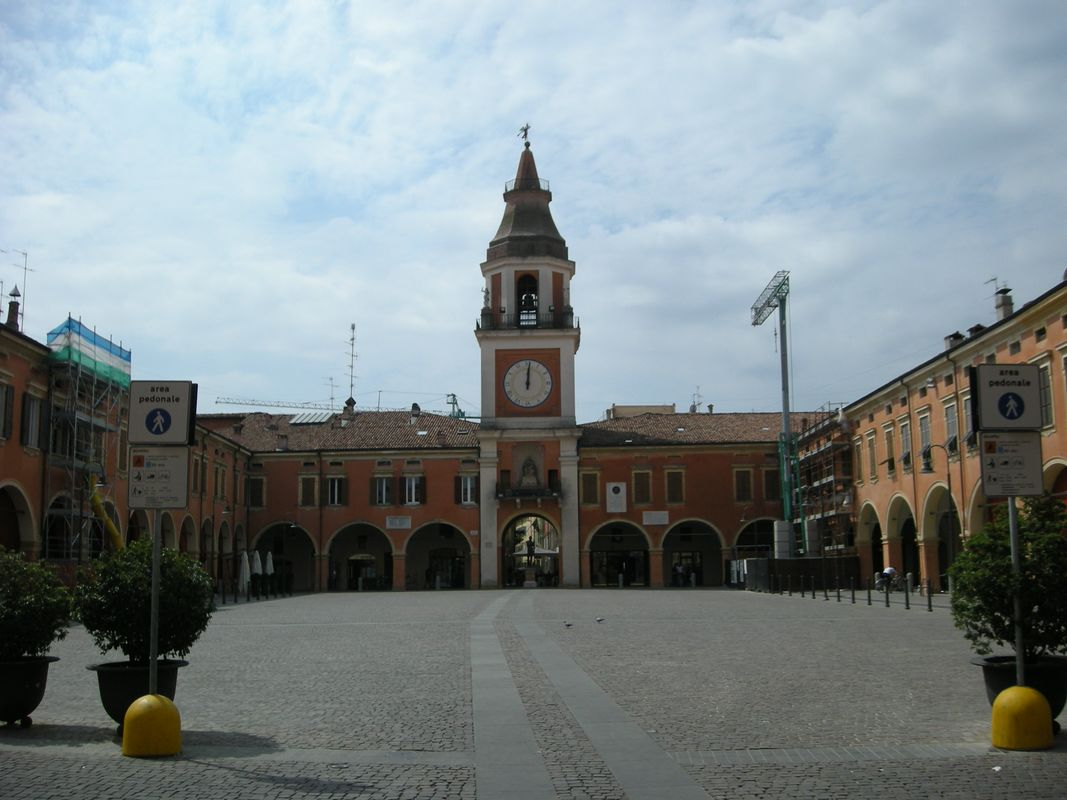
Panorama de la Piazza Garibaldi.

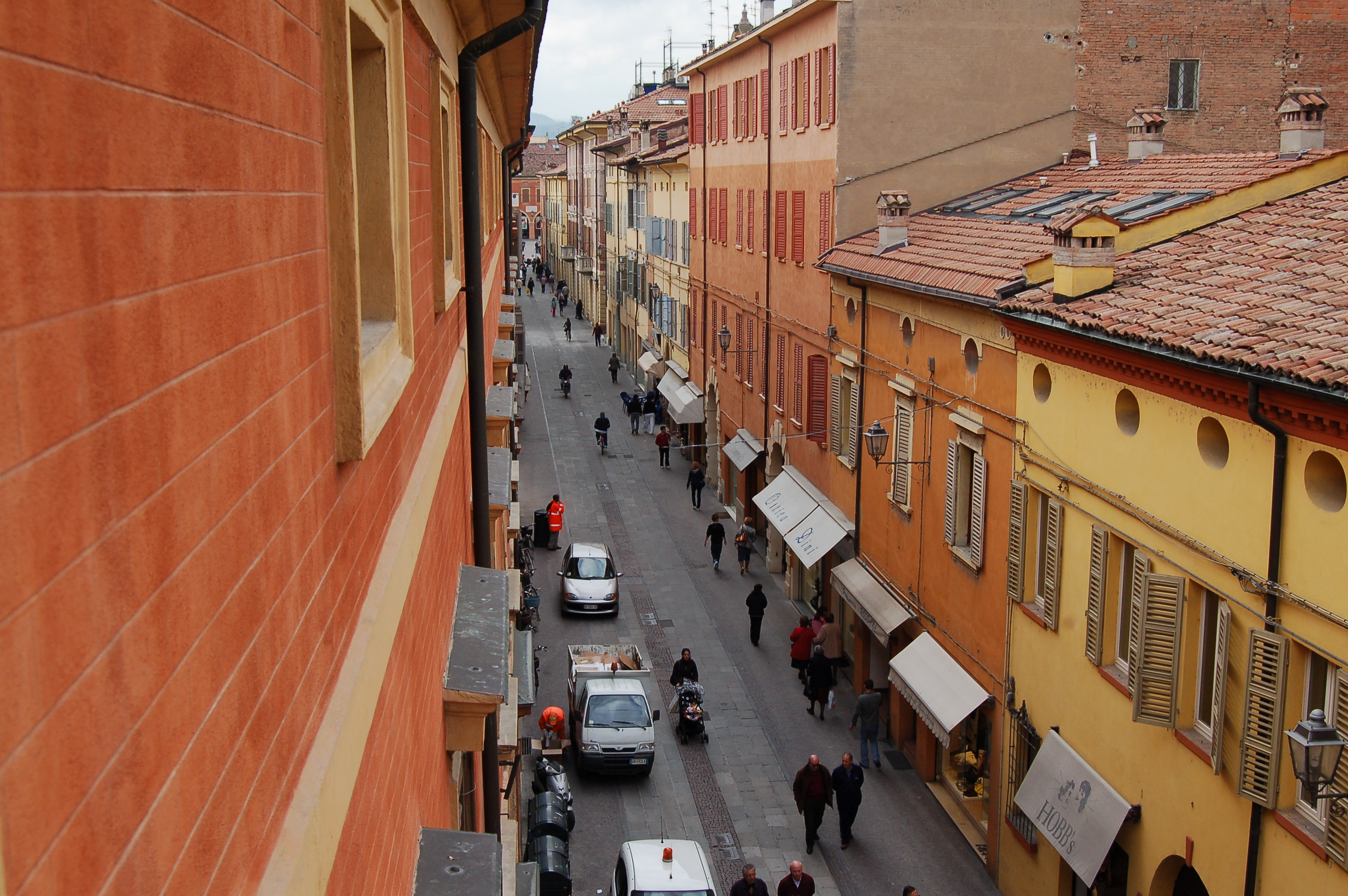
Via Menotti.

Le centre de Sassuolo conserve encore quelques témoignages intéressants de son passé de Commune et de petite Signoria, en premier sous les Della Rosa, puis des Pio de Carpi et des Este de Ferrare et Modène.

- Palazzo ducale de 1634, récemment restauré, résidence des ducs de Modène. À l’intérieur, des peintures murales en trompe-l'œil et des fresques baroques (œuvre de l’artiste français Jean Boulanger. Le grand parc avec une vasque pittoresque.
- la Chiesa di San Giorgio, piazza Martiri Partigiani, édifice médiéval
- la Guglia, piazza Martiri Partigiani, remonte au XVIe siècle, sur demande de Marco Pio. L’édifice porte l’inscription Marcus Pius de Sabaudia Princeps Saxoli et est encore un des symboles de la cité émilienne.

- la tour civique connu aussi comme il Campanone, œuvre du XVIIe ou XVIIIe siècle sur la Piazza Piccola.

## Économie
Sassuolo est restée une communauté rurale jusqu’au grand essor du XXe siècle : à partir des années 1950, la commune a pratiquement quadruplé sa population grâce au boom de l'industrie céramique et à l’immigration depuis les Apennins émiliens dans un premier temps, puis dans les années 1990 des pays d’Afrique de Nord et de l’Est européen.

C’est un des principaux centres industriels de l’Émilie-Romagne et chef-lieu du Comprensorio ceramico (zone de la céramique), dont font également partie les communes de Fiorano Modenese, Formigine et Maranello.

La cité est renommée en Italie comme dans le monde pour être la capitale de carrelage de céramique, et dont la plus ancienne des entreprises de production remonte à 1741, la Marca Corona. À côté de ces établissements, d’autres entreprises parallèles se sont installées (peinture, décalque, installations, etc)

Ces dernières années, le secteur de la céramique a ressenti négativement l’ouverture aux marchés étrangers à bas coût ; toutefois les entreprises du secteur se maintiennent par des travaux de recherches et l’excellente qualité du travail fourni.

### Les thermes
Déjà connus à l’époque romaine, les thermes de Sassuolo sont une source économique non négligeable pour la commune et un attrait touristique certain, par la présence de nombreux hôtels et établissements thermaux. Ces thermes de la colline de Salvarola, à 40 km de l’aéroport de Bologne et à quelques kilomètres de Modène et de Maranello, offrent différentes catégories d’eaux : salso-iodées, hypertoniques à basse teneur en calcium, sulfureuses, bicarbonatées, etc. pour la balnéothérapie et divers bains et traitements médico-relaxants.

## Administration
| Période                                  | Période  | Identité     | Étiquette    | Qualité |
| ---------------------------------------- | -------- | ------------ | ------------ | ------- |
| 28/06/2009                               | En cours | Luca Caselli | Centre droit |         |
| Les données manquantes sont à compléter. |          |              |              |         |

### Hameaux
San Michele dei Mucchietti, Montegibbio, Casara.

### Communes limitrophes
Casalgrande (5 km), Castellarano (6 km), Fiorano Modenese (3 km), Formigine (6 km), Prignano sulla Secchia (15 km), Serramazzoni (14 km).

## Population

### Évolution de la population en janvier de chaque année
| 1861  | 1901  | 1921  | 1951   | 1961   | 1971   | 1981   | 1991   | 2001   |
| ----- | ----- | ----- | ------ | ------ | ------ | ------ | ------ | ------ |
| 6 017 | 7 740 | 9 731 | 15 628 | 23 675 | 36 079 | 40 228 | 40 275 | 39 852 |

| 2012   | - | - | - | - | - | - | - | - |
| ------ | - | - | - | - | - | - | - | - |
| 41 306 | - | - | - | - | - | - | - | - |

### Ethnies et minorités étrangères
Selon les données de l’Institut national de statistique (ISTAT) au 1er janvier 2012, la population étrangère résidente et déclarée était de 5 487 personnes, soit 13,3 % de la population résidente.

Les nationalités majoritairement représentatives étaient :
| Classement | Citoyenneté | Population |
| ---------- | ----------- | ---------- |
| 1          | Maroc       | 1 962      |
| 2          | Albanie     | 740        |
| 3          | Ghana       | 520        |
| 4          | Roumanie    | 352        |
| 5          | Tunisie     | 330        |
| 6          | Ukraine     | 283        |
| 7          | Pologne     | 187        |
| 8          | Moldavie    | 137        |
| 9          | Chine       | 131        |
| 10         | Philippines | 103        |

## Personnalités liées à Sassuolo
- Pierangelo Bertoli, chanteur
- Caterina Caselli, chanteuse
- Giancarlo Corradini, entraîneur, ex-footballeur
- Giandomenico Costi, entraîneur, ex-footballeur
- Fabrizio Giovanardi, pilote
- Giuseppe Medici, ex ministre
- Matteo Richetti, politique
- Vittorio Messori, écrivain
- Leo Morandi, inventeur et entrepreneur
- Luciano Monari, évêque
- Gianni Munari, footballeur
- Filippo Neviani (Nek), chanteur
- Camillo Ruini, cardinal
- Enzo Dieci, évêque
- Pietro Schedoni, philosophe

## Fêtes et évènements
- Les Foires d'octobre, tous les dimanches d’octobre.
- le Festival philosophie, kermesse de fin d’été à Sassuolo, Modène et Carpi.
- l’Ozu Film Festival, kermesse internationale du court métrage dédiée à Yasujirō Ozu.
- la fête de Sainte Euphémie, en juin et septembre, patronne de Irsina (MT).

## Jumelage
Irsina (Italie).

## Sport
- Unione Sportiva Sassuolo Calcio